# Comà
Comà (en llatí: Comanus, en grec antic: Κομανός) va ser un ministre de Ptolemeu VIII Evergetes II.
Polibi diu que va dirigir una ambaixada a Síria per acordar la pau amb Antíoc IV Epífanes (174 aC-164 aC) l'any 169 aC. El 162 aC va ser enviat com a ambaixador a Roma, per reclamar l'illa de Xipre que havia estat assignada a Evergetes en la partició del regne.